# Venslev (Frederikssund Kommune)
 For alternative betydninger, se Venslev. (Se også artikler, som begynder med Venslev)
Venslev er en lille landsby i Nordsjælland med 229 indbyggere  (2025), beliggende i Ferslev Sogn, Frederikssund Kommune, Region Hovedstaden.
Venslev domineres af det store byggemarked Davidsen og grovvaremarkedet HC Handelscenter, Venslev samt andelskøbmanden Venslev Høkeren. Venslev Høkeren blev grundlagt i 2016 af som frivillig andelsforening, af driftig lokal ildsjæl Ejlif Folkmar Thomasen og andre. 

## Historie
En hovedgård i Venslev solgtes 1364 af Folmer Clausen i Torup (der havde fået den med sin hustru Johanne) til hr. Niels Knudsen (Manderup).
Efter et rovmord i 1842, blev 43 beboere dømt for 180 forbrydelser.